# Minous usachevi
Minous usachevi är en fiskart som beskrevs av Mandrytsa, 1993. Minous usachevi ingår i släktet Minous och familjen Synanceiidae. Inga underarter finns listade i Catalogue of Life.